# بيير-فرانسوا مارتن-لافال
بيير-فرانسوا مارتن-لافال (بالفرنسية: Pierre-François Martin-Laval)‏
```
هو 
كاتب سيناريو
 
ومخرج
 
وممثل
 
فرنسي
، ولد في 25 يونيو 1968 في 
فرنسا
.
[
1
]
[
2
]
[
3
]
```

## وصلات خارجية
- بيير-فرانسوا مارتن-لافال على موقع IMDb (الإنجليزية)
- بيير-فرانسوا مارتن-لافال على موقع روتن توميتوز (الإنجليزية)
- بيير-فرانسوا مارتن-لافال على موقع ألو سيني (الفرنسية)
- بيير-فرانسوا مارتن-لافال على موقع أول موفي (الإنجليزية)
- بيير-فرانسوا مارتن-لافال على موقع قاعدة بيانات الفيلم (الإنجليزية)
- بيير-فرانسوا مارتن-لافال على موقع كينوبويسك (الروسية)